# Guatteria krukoffii
Guatteria krukoffii är en kirimojaväxtart som beskrevs av Robert Elias Fries. Guatteria krukoffii ingår i släktet Guatteria och familjen kirimojaväxter. Inga underarter finns listade i Catalogue of Life.